# Ипнари (Абхазия)
Ипнари или Аджырюара (абх. Аджырюара, груз. იფნარი) — село в Абхазии. Находится в Гагрском районе. Высота над уровнем моря составляет 60 метров. Население — 5166 человек (1989).

## Население
По данным переписи 1959 года в селе Ипнари жило 589 человек, большинство которых составляли абхазы и армяне. К 1989 году в селе Ипнари проживало 5166 человек, преобладали в основном армяне и абхазы

## История
В начале 1940-х годов селение Аджырюара было переименовано в Сомхур-хеоба, в 1948 году — в Ипнари. Вновь в Аджырюара переименовано согласно Постановлению ВС Республики Абхазия от 4 декабря 1992 года. По законам Грузии продолжает носить название Ипнари.